# 와인스틴 컴퍼니
와인스틴 컴퍼니(영어: The Weinstein Company, TWC)는 밥 와인스틴과 하비 와인스틴이 1979년 공동 설립하여 디즈니에 인수된 미라맥스 퇴사 후, 2005년 설립한 미국의 영화 제작사이다.
2018년 2월 26일, 이 화사는 파산신청을 한 뒤 후에 후신 영화사인 Lantern Entertainment가 되었다.

## 작품 목록

### 배급
- 파운더